# Лук стебельчатый
Лук стебе́льчатый (лат. Allium stipitatum) — многолетнее травянистое растение, вид рода Лук (Allium) семейства Луковые (Alliaceae).

## Распространение и экология
В природе ареал вида охватывает Памиро-Алай. Эндемик.
Произрастает на мягких склонах в среднем поясе гор.

## Ботаническое описание
Луковица одиночная, крупная, гладкая, сплюснуто-шаровидная, диаметром 3—6 см; оболочки бумагообразные, черноватые, скрывающие луковичку. Стебель высотой 60—150 см, гладкий.
Листья в числе четырёх—шести, шириной 2—4 см, ремневидные, по краю гладкие, снизу волосистые, реже почти голые.
Цветоножки в три—шесть раз длиннее околоцветника, почти равные, при основании без прицветников. Листочки звёздчатого околоцветника сиреневые, с заметной жилкой, от основания постепенно суженные, острые, позднее вниз отогнутые, скрученные, длиной около 9 мм. Нити тычинок равны листочкам околоцветника, при основании с околоцветником сросшиеся, выше между собой спаянные в кольцо, постепенно шиловидные. Завязь на короткой ножке, шероховатая.
Коробочка сплюснуто-шаровидная, диаметром около 5 мм.

## Таксономия
Вид Лук стебельчатый входит в род Лук (Allium) семейства Луковые (Alliaceae) порядка Спаржецветные (Asparagales).
|  |                                      |  |                                                             |                                                             |                   |  | ещё 24 семейства (согласно Системе APG II) | ещё 24 семейства (согласно Системе APG II) |                      |  |  |  | ещё более 870 видов |
|  |                                      |  |                                                             |                                                             |                   |  | ещё 24 семейства (согласно Системе APG II) | ещё 24 семейства (согласно Системе APG II) |                      |  |  |  | ещё более 870 видов |
|  |                                      |  |                                                             | порядок Спаржецветные                                       |                   |  |                                            |                                            | род Лук              |  |  |  |                     |
|  |                                      |  |                                                             | порядок Спаржецветные                                       |                   |  |                                            |                                            | род Лук              |  |  |  |                     |
|  | отдел Цветковые, или Покрытосеменные |  |                                                             |                                                             | семейство Луковые |  |                                            |                                            | вид Лук стебельчатый |  |  |  |                     |
|  | отдел Цветковые, или Покрытосеменные |  |                                                             |                                                             | семейство Луковые |  |                                            |                                            |                      |  |  |  |                     |
|  |                                      |  | ещё 44 порядка цветковых растений (согласно Системе APG II) | ещё 44 порядка цветковых растений (согласно Системе APG II) |                   |  |                                            | ещё около 300 родов                        | ещё около 300 родов  |  |  |  |                     |
|  |                                      |  |                                                             | ещё 44 порядка цветковых растений (согласно Системе APG II) |                   |  |                                            |                                            | ещё около 300 родов  |  |  |  |                     |

## Галерея

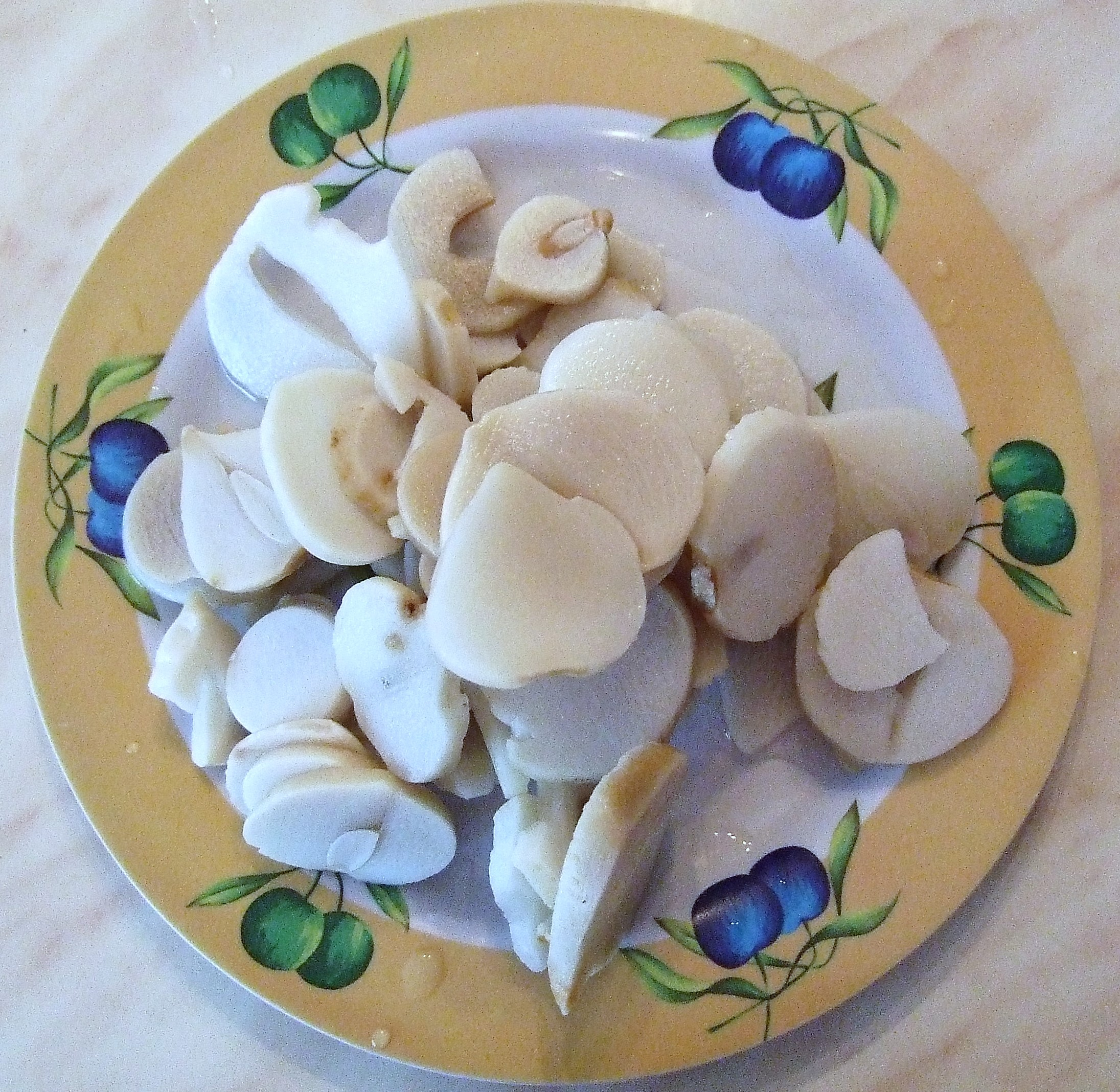
Лук стебельчатый